# عبد المجيد مشوح
عبد المجيد مشوح سياسي وبرلماني وصحفي وأديب سوري.

## النشأة
ولد عام 1923 في مدينة الميادين على ضفاف نهر الفرات ، ودرس وتتلمذ على يد مفتي البلدة آنذاك ووالده الشيخ عمر مشوح ودرس الابتدائية في بلدته الميادين ثم انتقل إلى دمشق ليكمل بها دراسته حيث تخرج من المرحلة الثانوية من مدرسة التجهيز الأولى (حالياً ثانوية جودة الهاشمي) لينتسب بعد ذلك إلى كلية الحقوق.

## نشاطه السياسي
- رشح نفسه عن قضاء الميادين في انتخابات المجلس النيابي ونجح فيها عام 1954 ونجح ثانية في الانتخابات 1958 في عهد الوحدة وأصبح عضواً في مجلس الامة.
- كان رفيقاً وزميلاً للرئيس السوري الأسبق أديب الشيشكلي
- كان خطيباً مفوهاً وجريئاً ويتقن اللغة الفرنسية وكان يقود المظاهرات في ثانوية التجهيز الأولى.
- ضرب حاكم دمشق الفرنسي كوتيو وسجن في سجن القلعة مع المجاهد الكبير محمد الاشمر وأطلق سراحه أمام غضب الجماهير.
- سجن مرة أخرى بعد القيام بانقلاب على أديب الشيشكلي ثم افرج عنه أمام ضغط البرلمانيين.

## نشاطه العلمي والصحفي
- ترأس تحرير جريدة «التحرير» في عهد أديب الشيشكلي.
- كانت مقالاته الصحفية المنشورة في مختلف الصحف السورية واللبنانية والعراقية دليل عمل لكل الصحفيين المناضلين المدافعين عن وحدة الامة العربية وحريتها وعدالتها وتقدمها.
- أنشأ بدمشق مدرستين، حضانة وابتدائية، باسم ندوة الأحداث وابتدائية واعدادية باسم المعرفة.
- انشأ بالميادين مدرسة ابن رشد الخاصة التي تسلمها بعد ذلك شقيقه الشيخ محمود مشوح.

## وفاته
اصيب باحتشاء في القلب وتوفي في دمشق عام 1959.